# 청킹맨션
청킹맨션(手捲煙, Hand Rolled Cigarette)은 홍콩에서 제작된 찬 킨-롱 감독의 2020년 액션, 드라마, 스릴러 영화이다. 임가동 등이 주연으로 출연하였다.

## 출연

### 주연
- 임가동
- 싱 하르티한 비토